# Braunsia pilosa
Braunsia pilosa är en stekelart som beskrevs av Sergey A. Belokobylskij 1986. Braunsia pilosa ingår i släktet Braunsia och familjen bracksteklar. Inga underarter finns listade.